# Valiato de Monastir
El valiato de Monastir (en turco otomano: ولايت مناستر‎, romanizado: Vilâyet-i Manastır) o Manastir fue una división administrativa de primer nivel (valiato) del Imperio otomano, creada en 1874, disuelta en 1877 y restablecida en 1879. El valiato fue ocupado durante la primera guerra de los Balcanes en 1912 y dividido entre el Reino de Grecia y el Reino de Serbia; algunas partes pasaron más tarde al recién establecido Principado de Albania. 

## Divisiones administrativas
Inicialmente, el valiato de Monastir tenía los siguientes sanjacados:
- Sanjacado de Manastir
- Sanjacado de Prizren
- Sanjacado de Dibra
- Sanjacado de Scutari

Después de las reformas administrativas de 1867 y 1877, algunas regiones de Monastir fueron cedidas a los recién creados valiatos de Scutari (1867) y Kosovo (1877). 
Divisiones administrativas de Monastir hasta 1912:
- Sanjacado de Monastir: Kazas de Monastir (Bitola), Pirlepe (Prilep), Flórina, Kıraçova (Kičevo) y Ohrid.
- Sanjacado de Serfiğe (entre 1864-1867 y 1873-1892): kazas de Serfiçe (Servia), Kozana (Kozani), Alasonya (Elasson), Kayalar (Ptolemaida), Nasliç (Neapolis, Kozani) y Grebne (Grevena).
- Sanjacado de Dibra: kazas de Debre-i Bala (Debar), Mat, Debre-i Zir (su centro era Piskopoya), Rakalar (región alrededor del río Radika).
- Sanjacado de Elbasan (İlbasan): kazas de Elbasan, Grameç y Peqin.
- Sanjacado de Görice: kazas de Görice (Korçë), İstarova (Pogradec), Kolonya (Erseke) (su centro era Ersek) y Kesriye (Kastoriá).

## Demografía

### 1897
Según el cónsul ruso en el valiato de Manastir Vilayet, A. Rostkovski, terminando el artículo estadístico en 1897, la población total era de 803 340, con Rostkovski agrupando la población en los siguientes grupos: 
- Turcos, otomanos: 78 867
- Albaneses, ghegs: 144 918
- Albaneses, toscos: 81 518
- Albaneses, cristianos: 35 525
- Eslavos, exarquistas: 186 656
- Eslavos, patriarcas: 93 694
- Eslavos, musulmanes: 11 542
- Griegos, cristianos: 97 439
- Griegos, musulmanes: 10 584
- Vlachs (aromanianos): 53 227
- Judíos: 5 270

### 1906/07
Según el censo otomano de 1906/07, el valiato tenía una población total de 824 828 personas, que se componía étnicamente de:
- Musulmanes - 328 551
- Griegos cristianos - 286 001
- Búlgaros cristianos - 197 088
- Valacos - 5 556
- Judíos - 5 459
- Gitanos - 2 104
- Armenios - 8
- Protestantes - 5
- Latinos - 3
- Ciudadanos extranjeros - 53

### 1912
Según una estimación publicada en una revista belga, la composición étnica en 1912, cuando se disolvió el vailato durante la Primera Guerra Balcánica, era: 
- Búlgaros ortodoxos: 331 000
- Albaneses musulmanes: 219 000
- Vlachs ortodoxos - 65 500
- Griegos ortodoxos: 62 000
- Búlgaros musulmanes - 24 000
- Turcos musulmanes: 11 500
- mixto - 35 000

Durante las Guerras Balcánicas (1912-1913), los militares serbios fueron responsables del 80 por ciento de la destrucción de las aldeas musulmanas en el valiato de Monastir.